# TR-107
TR-107は2002年にNASAと国防総省の予算でノースロップ・グラマンによってスペース・ローンチ・イニシアティブ(SLI)での使用を目的として設計された試作段階の酸素リッチ二段燃焼サイクル(ORSC)のロケットエンジンである。推進剤は液体酸素/RP-1で出力調整が可能で推力は4,900 kN (1,100,000 lbf)で燃焼室の圧力は17.7メガパスカル (177 bar)でこれまでに製造された最も強力なエンジンの一つである
。
本機に採用された酸素リッチ二段燃焼サイクルはこれまでソビエト、ロシアのNK-33やRD-170、RD-180でしか実現していなかった。

## 歴史
TR-107はTRW社による推力をおよそ半分まで調整可能なLOX/LH2を推進剤とする類似のTR-106エンジン開発計画の成功を基に製造された。以前、ノースロップ社の推進装置部門の副社長だったトム・ミューラーはTR-106とTR-107エンジンの開発管理者だった。
2002年、SLI計画の中止後、ミューラーはイーロン・マスクとスペースXを共同で設立して推進装置担当の副社長になった。

## 設計
エンジンは管状冷却を主燃焼室に採用しており、ケロシンの煤の堆積を最少に抑える材料が使用される。
管は燃焼室の壁面から隔離された燃料でケロシンの気化潜熱で燃焼室の温度を維持して冷却を制御する事を企図する。この方法は競合する設計と比較してエンジンを単純化する。再生冷却系を廃した事により、多くの大型のマニホールドと付随するポンプ等の機器も同様に廃され、潜在的な失敗を減らし、エンジンの信頼性が増した。TR107エンジンは酸素リッチ二段燃焼サイクル(ORSC)による高温ガスでターボポンプを駆動する。開発目標は大型で廉価で製造の容易なブースターエンジンを製造する事である。

## 現状
ノースロップグラマンはTR-107エンジンを次世代の打ち上げ、宇宙輸送システムへの使用を想定する。